# Ulica Jana III Sobieskiego w Tarnowskich Górach
Ulica Jana III Sobieskiego w Tarnowskich Górach – jedna z głównych ulic Tarnowskich Gór. Znajduje się w dzielnicy Śródmieście-Centrum, do 31 grudnia 2017 stanowiła część drogi powiatowej klasy G nr 3280S powiatu tarnogórskiego.

## Położenie
Ulica rozpoczyna swój bieg na Rondzie ppłk. pil. inż. Karola Gustawa Ranoszka, a następnie biegnie w kierunku zachodnim aż do skrzyżowania z ulicą Opolską (przy dawnej miejskiej Bramie Lublinieckiej), gdzie kończy swój bieg. Oddziela Blaszynę od historycznego centrum Tarnowskich Gór.

## Nazwa
Ulica początkowo nosiła nazwę Flutgrabenstraße nawiązującą do skanalizowanego cieku (Flutgraben) na Blaszynie, w miejscu którego się znajdowała. Od drugiej połowy XIX wieku do roku 1925 oraz w latach 1939–1945 nazywała się Markgrafenstraße (pol. tłum.: ulica Margrabiego), natomiast współczesna, obowiązująca od 1945 roku nazwa upamiętniająca polskiego króla Jana III Sobieskiego – postać ważną w historii Tarnowskich Gór, która w 1683 roku zatrzymała się w mieście w drodze na odsiecz Wiednia – obowiązywała również w czasach dwudziestolecia międzywojennego.

## Historia
Założona na miejscu skanalizowanego cieku (Rowu Blaszyńskiego; niem. Blaschiner Graben lub Flutgraben) ulica została oddana do użytku w 1913 roku. Na jej budowę miasto zaciągnęło pożyczkę w wysokości 160 tys. marek.
Mocą Uchwały nr XL/423/2017 Rady Miejskiej w Tarnowskich Górach z dnia 30 sierpnia 2017 r. w sprawie zaliczenia drogi do kategorii dróg gminnych, od 1 stycznia 2018 ulica Sobieskiego na całej swojej długości straciła status drogi powiatowej i stała się drogą gminną nr 270 362 S.

## Budynki

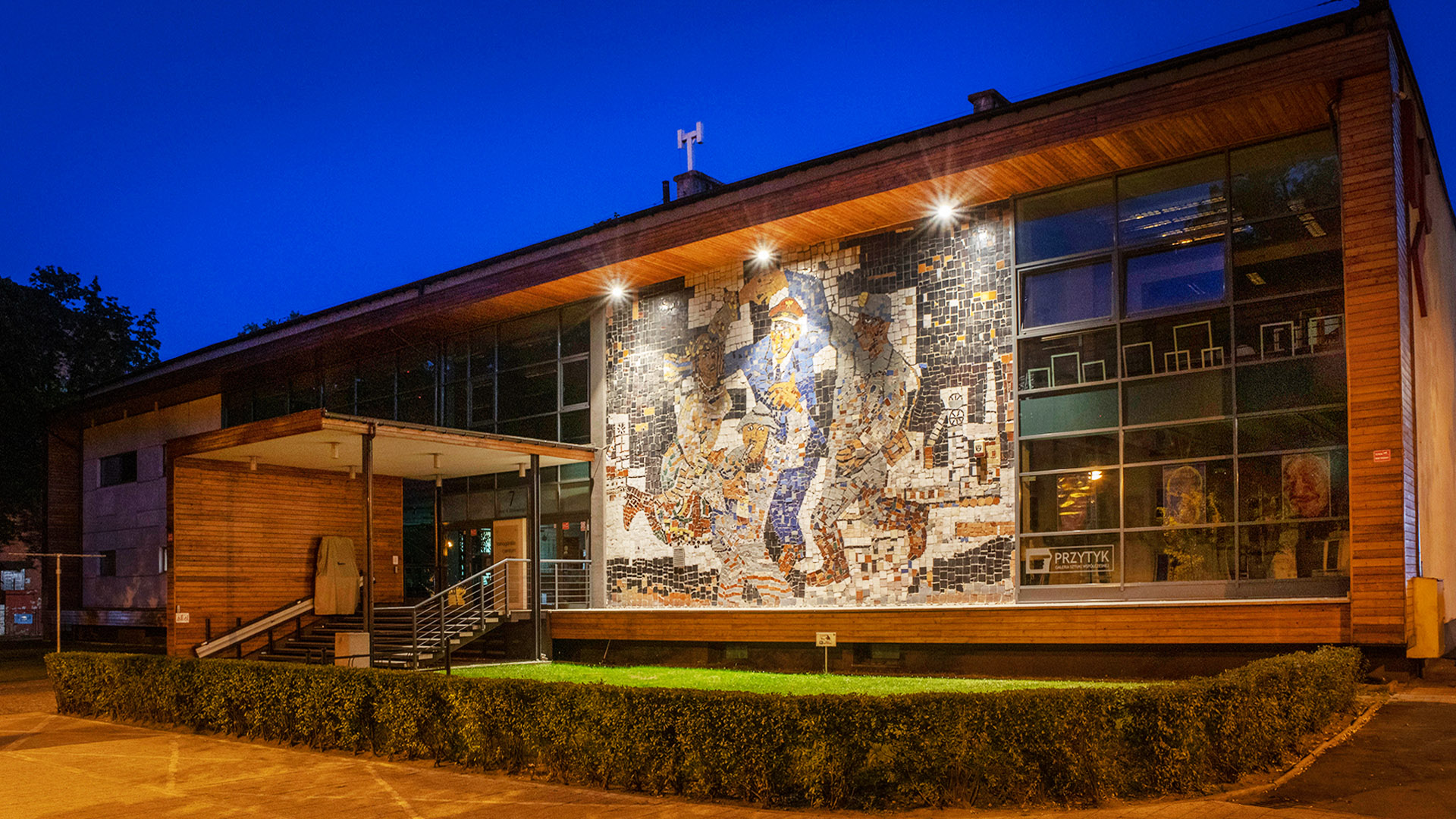
Siedziba Tarnogórskiego Centrum Kultury przy ul. Sobieskiego

Przy ulicy Jana III Sobieskiego mieści się szereg budynków użyteczności publicznej; często są to obiekty zabytkowe wpisane do Gminnej Ewidencji Zabytków:
- Publiczne Gimnazjum nr 1, ul. Sobieskiego 5 – dawna Męska Szkoła Ludowa (Knabenschule) wzniesiona w 1908,
- kamienica z ok. 1890, ul. Sobieskiego 17,
- kamienica z 1890, ul. Sobieskiego 20,
- kamienica z 1901, ul. Sobieskiego 22.

Dodatkowo na rogu ul. Sobieskiego i ul. ks. Józefa Wajdy (ul. Wajdy 8) znajduje się budynek dawnego lazaretu górniczego z XIX wieku wpisany 18 września 1992 do rejestru zabytków (nr rej. A/1499/92).
Przy ulicy Sobieskiego znajduje się także budynek Tarnogórskiego Centrum Kultury (dawniej Dom Kultury Kolejarza - całkowicie przebudowany i powiększony gmach Domu Ludowego, pierwotnej siedziby loży masońskiej Silberfels).
Ponadto na rogu ulicy Sobieskiego i ulicy Piłsudskiego znajduje się poczta, a na rogu Sobieskiego i Henryka Sienkiewicza – skwer Plac Towarzystwa Przyjaciół Dzieci z placem zabaw.

## Mieszkalnictwo
Według danych Urzędu Stanu Cywilnego na dzień 31 grudnia 2022 roku przy ulicy Sobieskiego zameldowanych na pobyt stały było 437 osób.

## Ciekawostki
- 13 lipca 2016[12] i 30 lipca 2017[13] na ulicy Sobieskiego znajdowała się baza logistyczna 2. etapu wyścigu kolarskiego Tour de Pologne.